# Panzarini Hills
Die Panzarini Hills sind eine Gruppe von Hügeln im westantarktischen Queen Elizabeth Land. Sie ragen nördlich des San-Martín-Gletschers auf und bilden die nördliche Hälfte der Argentina Range in den Pensacola Mountains. Zu ihnen gehören Mount Spann, der Areta Rock, der Arcondo-Nunatak, der Suárez-Nunatak, der Giró-Nunatak, Mount Ferrara und der Vaca-Nunatak.
Der United States Geological Survey kartierte sie anhand eigener Vermessungen und mithilfe von Luftaufnahmen der United States Navy zwischen 1956 und 1967. Das Advisory Committee on Antarctic Names benannte sie 1968 nach Rodolfo N. MacLennan Panzarini (* 1910), Leiter des Instituto Antártico Argentino zu jener Zeit.